# Albert Duquesne
Albert Duquesne (eigentl.: Albert Simard; * 1890 in Baie-Saint-Paul; † 20. Mai 1956 in Montreal) war ein kanadischer Schauspieler.
Simard kam im Alter von fünfzehn Jahren nach Montreal. Er nahm Schauspielunterricht bei Eugène Lassalle und studierte am Conservatoire d'art dramatique de Montréal unter Leitung von Philippe Dutet. Er debütierte als Albert Duquesne am Théâtre Canadien mit der Schauspieltruppe von Fernand Dhavrol. Er wechselte dann ans Thêatre National und schloss sich der Theatergruppe von Bella Ouellette und Julian Daoust an, wo er Fred Barry kennenlernte.
Mit diesem gründete er 1929 die Troupe Barry-Duquesne, die ab 1930 im Cinéma Chanteclerc (Theatre Stella, heute Théâtre du Rideau Vert) residierte. Die Truppe, der unter der Leitung von Antoine Godeau Schauspieler wie Pierre Durand, Gaston Dauriac, Jeanne Demons, Antoinette Giroux und Jacques Auger angehörten, brachte in der Saison jede Woche eine neue Produktion eines aktuell in Paris erfolgreichen Stückes auf die Bühne. Dennoch musste das Stella nach fünf Spielzeiten schließen.
Duquesne war in den folgenden Jahren vor allem im Rundfunk erfolgreich, so als Alexis in Claude-Henri Grignons Velles Histoires des pays d'en haut. Sechzehn Jahre lang war er Sprecher der Nouvelles de chez nous beim Sender CKAK. Daneben wirkte an den Revuen Fridolinons mit, spielte 1948 den Padre in dem Film Tit-Coq und zählte zu den Stammdarstellern des Regisseurs Gratien Gélinas. Er war mit der Schauspielerin Marthe Thiéry verheiratet.